# لويز إدواردو جرينهالغ
لويز إدواردو جرينهالغ (بالبرتغالية: Luiz Eduardo Greenhalgh‏) هو محامي وسياسي برازيلي، ولد في 11 أبريل 1948 في البرازيل. حزبياً، نشط في حزب العمال البرازيلي.